# أنطوني غبرت
أنطوني غبرت (بالإنجليزية: Anthony Gobert)‏ مواليد 5 مارس 1975 في نيوساوث ويلز، أستراليا، هو متسابق دراجات نارية أسترالي. نافس في سباقات بطولة العالم لفئة 500 سي سي. كما شارك في بطولة العالم للسوبربايك وبطولة العالم للسوبرسبورت.

## روابط خارجية
- أنطوني غبرت على موقع MotoGP.com (الإنجليزية)
- أنطوني غبرت على موقع WorldSBK.com (الإنجليزية)